# BSC Laufdorf
Der BSC Laufdorf ist ein Bogensportverein aus der mittelhessischen Gemeinde Schöffengrund. Er gehört zum Schützengau 4 Lahn-Dill des Hessischen Schützenverbandes.

## Geschichte
Die Ursprünge des Bogenschießens in Laufdorf liegen im örtlichen Schützenverein. Interessierte hatten sich dort zur Ausübung ihres Sports zusammengefunden. 1990 entstand ein eigenständiger Sportverein.
Seit seinem Bestehen errangen die Athleten des Vereins 80 Titel auf Kreisebene, mehr als 50 auf Gauebene und 40 auf hessischer Landesebene. 2006 wurde der Verein in Verden Deutscher Mannschaftsmeister. Im Jahr 2016 gewannen Katrin Kuhne in der Recurve Damenklasse und Martin Zink in der Recurve Herrenklasse jeweils die Deutsche Meisterschaft des DFBV (Deutscher Feldbogen Sportverband e.V.) in der Halle.

## Ligamannschaften
Der Verein nimmt mit mehreren Mannschaften am Ligabetrieb des Deutschen Schützenbundes (DSB) in der Halle teil. Die erste Mannschaft stieg im Sportjahr 2017 aus der 1. Bundesliga Bogen Nord ab.
Die zweite Mannschaft stieg 2016 aus der Hessenliga in die Regionalliga West auf und erreichte im Sportjahr 2017 den 4. Platz. Die dritte Mannschaft startet seit dem Aufstieg 2015 in der hessischen Oberliga Nord.
Die von der Jugend geprägte vierte Mannschaft erreichte 2016 In der Gauliga 4 Lahn-Dill den 2. Platz.
Heimwettkämpfe der Ligamannschaften werden in der Sport- und Kulturhalle in Schöffengrund-Schwalbach ausgetragen.

## Hallenturnier
Im April jeden Jahres richtet der Verein ein Hallenturnier in der Sport- und Kulturhalle in Schöffengrund-Schwalbach aus, die Distanz beträgt 30 m. Dieses Turnier wird seit 1993 jedes Jahr ausgetragen.
Zum 25-jährigen Vereinsjubiläum wurde im Oktober 2015 ein Freundschaftsturnier auf 25 m in dieser Halle ausgerichtet.